# 楊靈珍
楊靈珍（5世纪？—500年代），是南北朝时期北魏、南齐、南梁将领，出身仇池氐族。
杨灵珍最初担任北魏的平西将军。477年，杨灵珍与皮欢喜、梁丑奴等人率领四万士兵进攻楊文度的弟弟楊文弘。当杨文弘弃守仇池城南逃后，杨灵珍与皮欢喜等人进军至浊水并扎营。随后，杨灵珍攻击杨文度任命的仇池太守杨真，将其击溃。
杨灵珍后来成为仇池镇将穆亮的副将。485年，阶陵县比谷的羌族首领董耕奴、斯卑等人率数千人进攻仇池，驻扎在阳遐岭，杨灵珍率骑兵将其击败。此后，他被任命为南梁州刺史，并封为仇池公。
495年，北魏联合仇池氐族进攻汉中。南朝齐梁州刺史萧懿命前氐王杨后起的侄子杨元秀召集氐族军队，切断北魏粮道。杨灵珍据守泥山，与杨元秀的军队对峙。
497年，楊灵珍派弟弟杨婆罗和儿子杨双率一万余人袭击武兴并将其攻陷，与南朝齐结盟。此时杨集始也归降南朝齐。一灵珍将母亲及儿子杨双健、杨阿皮送往南郑作为人质。北魏李崇率数万大军夹击杨灵珍，氐族部众纷纷背弃灵珍逃散，其兵力减半。李崇进军赤土后，杨灵珍命堂弟杨建率五千人驻守龙门，自己率一万精锐据守鹫峡。杨建在龙门以北数十里砍伐树木阻塞道路，杨灵珍则在鹫峡口堆积大木，收集石块从崖上投下，阻挡魏军。但李崇派统军慕容拒率五千士兵趁夜从别路袭击并攻破龙门，随后亲自进攻杨灵珍。杨灵珍连战连败，妻儿被俘。李崇设下疑兵，夺回武兴。南朝齐梁州刺史阴广宗派参军郑猷、王思考率兵支援杨灵珍，被李崇击败。魏军斩杀杨婆罗，歼敌一千余人，俘获郑猷等人，杨灵珍逃往汉中。之后，南朝齐任命杨灵珍为持节、都督陇右诸军事、征虏将军、北梁州刺史，封仇池公、武都王。他后来暗中据守白水，又被李崇击败，再次远逃。
502年南朝梁建国后，楊灵珍被梁武帝任命为冠军将军。503年，他被任命为持节、都督陇右诸军事、左将军、北梁州刺史、仇池王，并协助梁军驻守汉中。梁武帝派近臣吴公之等十余人作为使者前往南郑，此时意图归降北魏的夏侯道迁假扮使者，试图诱骗楊灵珍父子。楊灵珍心生疑虑未前往，夏侯道迁便杀死五名使者，袭击楊灵珍并将其父子斩杀，将他们的首级与使者首级一同送往洛阳。